# Sabellides borealis
Sabellides borealis är en ringmaskart som beskrevs av Michael Sars 1856. Sabellides borealis ingår i släktet Sabellides, och familjen Ampharetidae. Arten är reproducerande i Sverige. Inga underarter finns listade.